# Gaudeamus (folklorní soubor)
Gaudeamus je folklorní soubor působí na české scéně od roku 1949. Zřizovatelem je Vysoká škola ekonomická v Praze a jeho členy jsou studenti a absolventi VŠE a dalších pražských vysokých škol. Soubor tvoří taneční a pěvecká skupina a lidová kapela. Historický název Vysokoškolský soubor Zdeňka Nejedlého při závodním výboru Revolučního odborového hnutí Vysoké školy ekonomické v Praze (VSZN ROH VŠE Praha, Nejedláci).

## Tvorba a obsazení
Svou tvorbou se Gaudeamus zaměřuje na jevištní zpracování českého lidového umění. Mezi choreografy souboru patří Alena Skálová a Martin Pacek, autory hudebních úprav jsou manželé Sršňovi a David Slouka, režisérkou Jaroslava Šiktancová a výtvarnicí Helena Pěkná.[zdroj?] Součástí repertoáru je také vlastní tvorba. Jejími autory jsou muzikanti Marek Janata, Milan Buňata a vedoucí taneční skupiny Věra Fenclová. V minulosti soubor spolupracoval s Františkem Bonušem, Milenou Moravcovou, Janou Hoškovou, Janem Novenkem, Lenkou Homolovou, Mario Klemensem, Miroslavem Císařem či Milošem Černým.[zdroj?]

## Diskografie
- Ze čtyř soudků, 2004
- Co se to tam blejská, 2011